# Park Narodowy Kaziranga

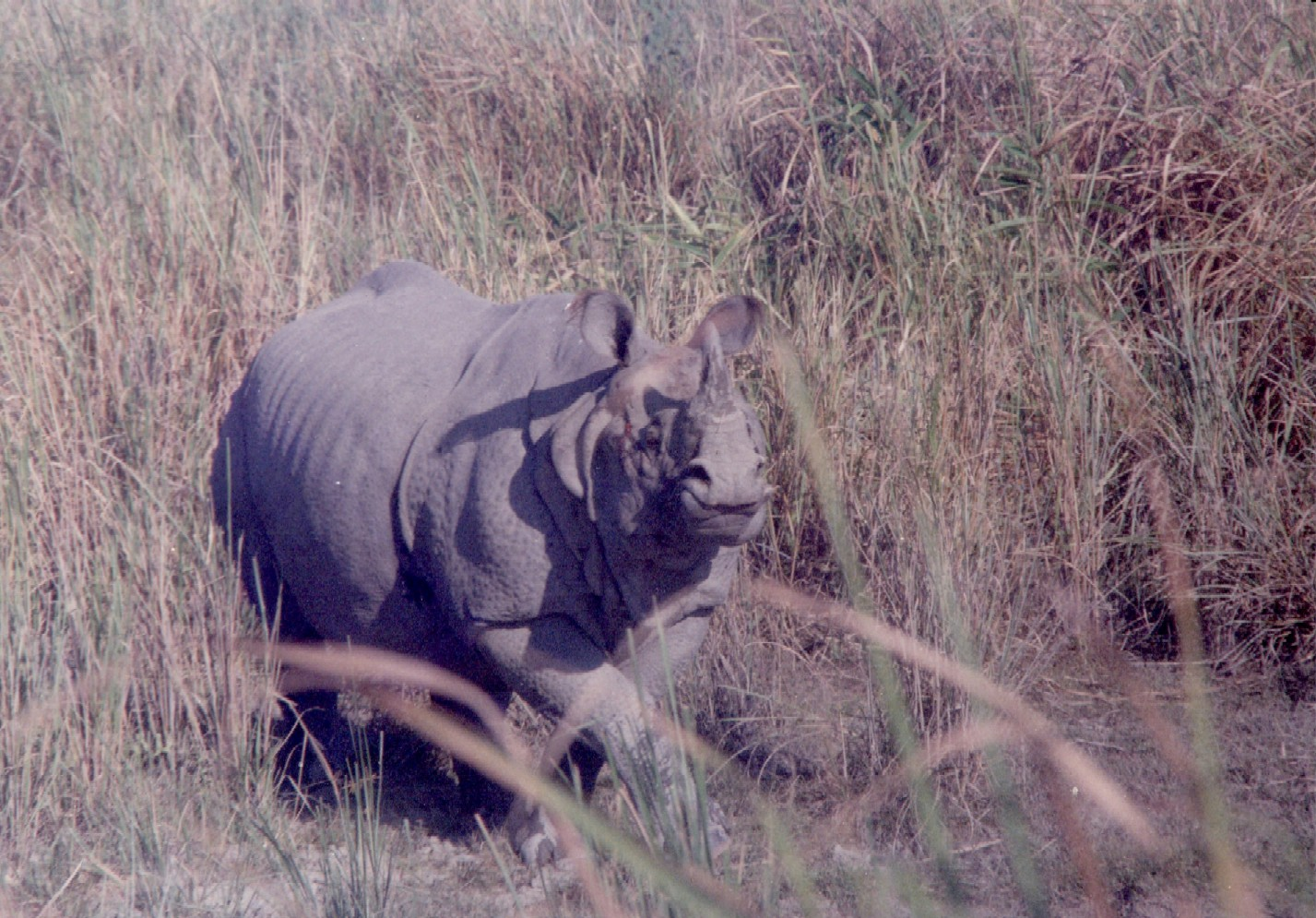
Nosorożec indyjski w Parku Narodowym Kaziranga

Park Narodowy Kaziranga – park narodowy o powierzchni 430 km kwadratowych, położony w północno-wschodnich Indiach, w stanie Asam, na wschód od miasta Guwahati, nad rzeką Brahmaputra.
Głównym celem utworzenia parku była ochrona nosorożca indyjskiego, którego 2/3 światowej populacji (około 1850 osobników) zamieszkuje na terenie parku. Na obszarze parku występuje również szereg innych, zagrożonych gatunków zwierząt, w tym tygrys bengalski (około 90 osobników), słoń indyjski, gaur (kilkadziesiąt osobników), hubarka bengalska, a także wiele gatunków ptactwa wodnego.
Początki ochrony przyrody na terenie parku sięgają 1905 roku kiedy utworzono tu rezerwat przyrody mający na celu ochronę nosorożców, zagrożonych wówczas wyginięciem. W 1938 polowania na nosorożce zostały ostatecznie zakazane. W 1950 został utworzony na tym terenie rezerwat ścisły, przekształcony w roku 1974 w Park Narodowy Kaziranga. 
W 1985 park został wpisany na listę światowego dziedzictwa UNESCO.